# Парламентские выборы в Южной Корее (1954)
Парламентские выборы 1954 года в Южной Корее были проведены 20 мая. Победу одержала Либеральная партия во главе с Ли Сын Маном, которая получила 114 из 203 мест в парламенте. Явка избирателей была 91,1 %.

## Результаты выборов
| Партия                                    | Число поданных голосов | %    | Число мест в парламенте | +/-          |
| ----------------------------------------- | ---------------------- | ---- | ----------------------- | ------------ |
| Либеральная партия                        | 2 756 061              | 36,8 | 114                     | новая партия |
| Демократическая националистическая партия | 593 499                | 7,9  | 15                      | -9           |
| Национальная ассоциация                   | 192 109                | 2,6  | 3                       | -11          |
| Корейская националистическая партия       | 72 923                 | 1,0  | 3                       | -21          |
| Другие партии                             | 286 097                | 3,8  | 0                       | -            |
| Независимые                               | 3 591 617              | 47,9 | 68                      | -58          |
| Недействительные бюллетени                | 206 082                | -    | -                       | -            |
| Всего                                     | 7 698 390              | 100  | 203                     | -7           |
| Источник: Nohlen et al.                   |                        |      |                         |              |